# Sandbostel
Sandbostel er en kommune med godt 800 indbyggere (2013) i Samtgemeinde Selsingen i den nordøstlige del af Landkreis Rotenburg (Wümme), i den nordlige del af den tyske delstat Niedersachsen.

## Geografi
Sandbostel ligger omkring 9 km syd for Bremervörde, 17 km nord for Zeven, 43 km nordøst for Bremen og 60 km vest for Hamburg. Floden Oste løber gennem kommunen.

## Inddeling
Ud over hovedbyen Sandbostel ligger landsbyerne og bebyggelserne Ober Ochtenhausen, Altenburg, Mintenburg, Gosehus, Heinrichsdorf, Hütten, Falje og Stoppelheide i kommunen.

### Sandbostellejren
Fra 1939 til 1945 lå ved Sandbostel Stammlager X B(de) der var en krigsfangelejr og KZ-opsamlingslejr  „Stiftung Lager Sandbostel“ blev grundlagt i 2004, for på stedet at lave et dokumentationscenter og mindested
Fra 1952 til 1960 blev den tidligere krigsfangelejr benyttet som flygtningelejr for flygtninge fra DDR, hovedsageligt unge mænd.